# Heathcote-Nationalpark
Der Heathcote-Nationalpark ist ein Nationalpark im Osten des australischen Bundesstaates New South Wales, 34 km südwestlich von Sydney. Der Park liegt westlich des Royal-Nationalparks in der Nähe der Vorstädte Heathcote und Waterfall.

## Beschreibung
Der Park besteht aus 22,5 km² Eukalyptuswald, in den keine Zufahrt für Privatfahrzeuge besteht. Der Zugang zu Fuß ist über den Eingang an der Freeman Road in Heathcote möglich. Hinter der Pfadfinderhalle an der Freeman Road beginnt ein Wanderweg. Er führt nach Süden an verschiedenen Wasserlöchern und kleinen Wasserfällen vorbei. Der Weg endet schließlich an der Woronora-Talsperre. Rund um Heathcote und Waterfall gibt es verschiedene andere Eingänge zum Park.

## Geschichte
Bevor das Waldgebiet zum Park wurde, hatte eine Wandergruppe den größten Teil des Geländes gepachtet. Vermutlich haben sie einige der frühen Wanderwege und Zeltplätze angelegt. Später wurde das Gebiet zum State Park und wiederum später zum Nationalpark.
Aborigines lebten in der Gegend und an verschiedenen Stellen Spuren hinterlassen. Außerdem lebten eine Reihe europäischer Siedler während der Weltwirtschaftskrise in den 1930er-Jahren in einfachen Hütten und ließen nur dürftige Ruinen an Orten wie Myuna Creek zurück.

## Geologie
Der Park besteht aus dem tief zerfurchten Hawkesbury-Sandstein-Plateau, Teil des ‚’Woronora-Plateaus’’. In einer Schlucht findet man den Heathcote Creek, einen Nebenfluss des Woronora River. Der Sandstein ist etwa 200 Mio. Jahre alt und wurde seit ca. 94 Mio. Jahren nach oben gedrückt. Nach jeder Periode der Landhebung gruben sich die Wasserläufe in den Sandstein ein. Der Heathcote Creek stürzt einige Wasserfälle zum Woronora River am Nordrand des Parks hinunter.

## Flora
Die Hügel und trockenen Hänge sind mit Wäldern bedeckt, in den Angophora und Eukalyptus dominieren. Grasbäume sind üblich. Das Unterholz besteht aus Büschen, wie Banksia, Hakea und Wachsblumen. Doryanthes excelsa und Allocasuarina torulosa wachsen an feuchteren Hängen. Eucalyptus patens und Grevilleen wachsen im Tal des Heathcote Creek.

## Fauna
Kurzkopfgleitbeutler, gewöhnliche Ringbeutler und vermutlich auch östliche Pygmy-Possums leben am Mirang Creek und im Minda Gully. Sumpfwallabys gibt es ebenfalls. Häufig sieht man auch Honigfresser und Graurücken-Leierschwänze.